# Stenospermation latifolium
Stenospermation latifolium är en kallaväxtart som beskrevs av Adolf Engler. Stenospermation latifolium ingår i släktet Stenospermation och familjen kallaväxter.
Artens utbredningsområde är Ecuador. Inga underarter finns listade.